# Mitreola
Mitreola es un género con 23 especies de plantas con flores perteneciente a la familia Loganiaceae.

## Especies
- Mitreola angustifolia
- Mitreola badinieri
- Mitreola darrisii
- Mitreola inconspicua
- Mitreola lanceolata